# Insolação do Coração
Insolação do Coração é uma canção da banda de axé brasileira Babado Novo com participação do cantor angolano Dog Murras, escrita por Carlinhos Brown e Michael Sullivan, lançada como primeiro single do quinto álbum da banda, Ver-te Mar de 2006. Foi eleita uma das melhores músicas do Carnaval de 2007.

## Single
O single foi lançado no dia 19 de dezembro de 2006 em download digital e em CD single, contendo apenas uma faixa. O CD Ver-te Mar foi lançado no mesmo dia.
| Insolação do Coração - Single |                                                            |                                    |         |  |
| N.º                           | Título                                                     | Compositor(es)                     | Duração |  |
| 1.                            | "Insolação do Coração" (participação especial: Dog Murras) | Carlinhos Brown e Michael Sullivan | 3:40    |  |

- O nome correto da música é "Insolação do Coração", porém na versão de download digital foi grafada como "Insolação no Coração".

## Lançamento
A música foi apresentada ao público durante o segundo semestre de 2006. No dia 09 de novembro de 2006, a música foi cantada na gravação do segundo DVD da banda, lançado na versão deluxe do álbum Ver-te Mar  em 2007.

## Desempenho nas Paradas

### Posições
| País   | Parada          | Melhor posição |
| ------ | --------------- | -------------- |
| Brasil | Brasil Hot 100  | 2              |
|        | Hispano América | 29             |